# Cláudio Taffarel
Cláudio André Mergen Taffarel (Santa Rosa, Brazil, 8. svibnja 1966.) je bivši brazilski nogometaš. Igrao je na poziciji vratara.

## Karijera

### Klupska karijera
Cláudio je profesionalnu karijeru započeo 1985. u Internacionalu, gdje je proveo pet godine i odigrao 55 utakmica. Godine 1993. prelazi u talijansku Parmu u Italiji igra još i za Reggianu. Vraća se u Brazil 1995. u Atlético Mineiro, da bi 1998. prešao u Galatasaray, 2001. vraća se u Parmu gdje je 2003. završio profesionalnu karijeru. Trenutno radi kao trener vratara Galatasaraya.

### Reprezentativna karijera
Članom reprezentacije Brazila postao 1988. godine, te je tri puta sudjelovao na Svjetskim prvenstvima 1994. u SAD-u s Brazilom osvaja naslov Svjetskog prvaka. Bio je još član reprezentacije na prventstvima u Italiji 1990. i Francuskoj 1998. godine gdje je osvojio srebrenu medalju.

## Privatni život
Taffarel i njegov bivši suigrač iz Atlética Mineira Paulo Roberto pokrenuli su igračku agenciji, s naglaskom prvenstveno na obećavajuće mlade igrače.
Taffarel je preporođeni kršćanin, koji aktivno dijeli svoju vjeru u brojnim mjestima. Bio je član udruge kršćanskih sportaša od 1988. Ima 17 djece, od čega je njih 15 usvojeno.

## Vanjske poveznice
- FIFA statistika  Arhivirana inačica izvorne stranice od 3. travnja 2009. (Wayback Machine)